# Enomoto Takeaki

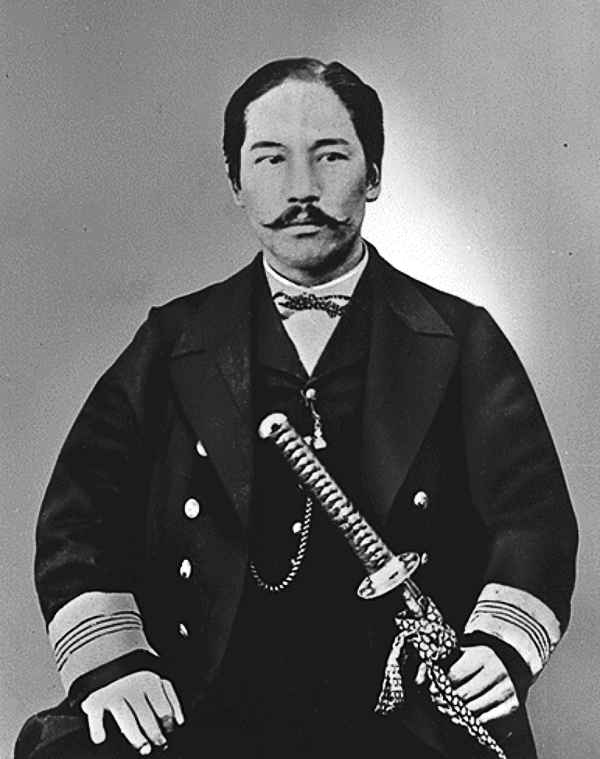
Enomoto Takeaki zur Zeit der Republik Ezo, 1869

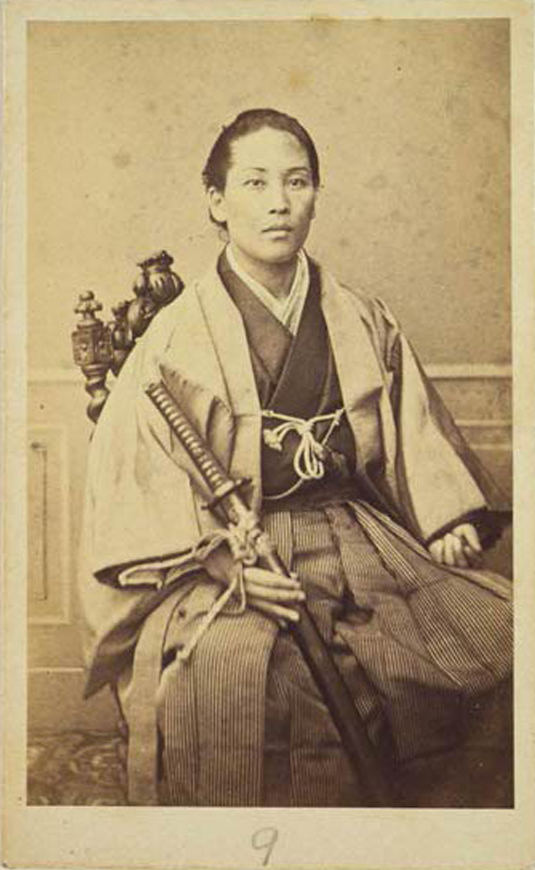
Enomoto mit etwa 19 Jahren, vor seinem Aufbruch nach Europa

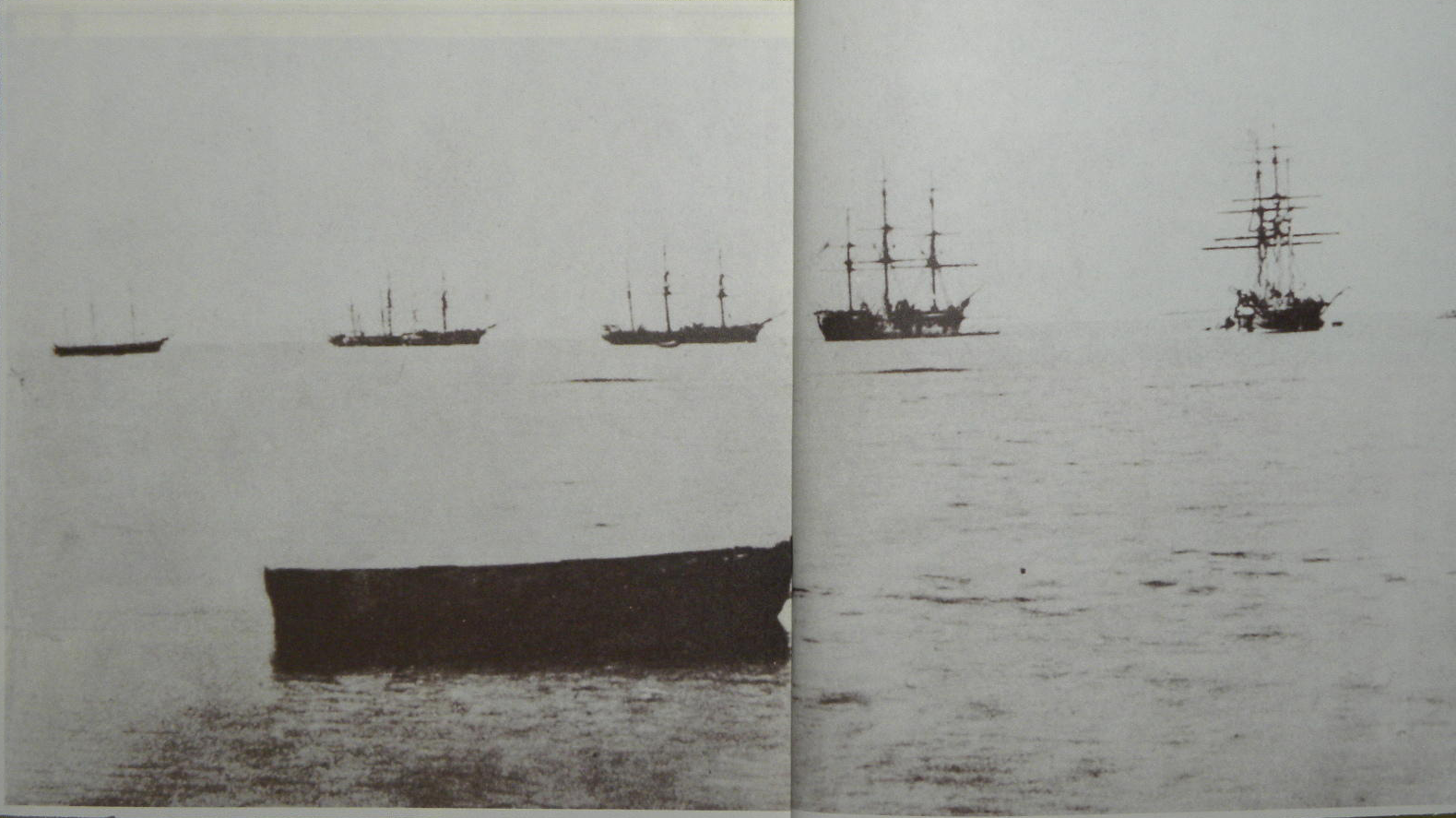
Ein Teil der Flotte von Enomoto Takeaki vor Shinagawa. Von rechts nach links: die Kaiten, Kaiyō, Kanrin, Chōgei, Mikaho. Die Banryū und das Kanonenboot Chiyodagata fehlen. Foto von 1868

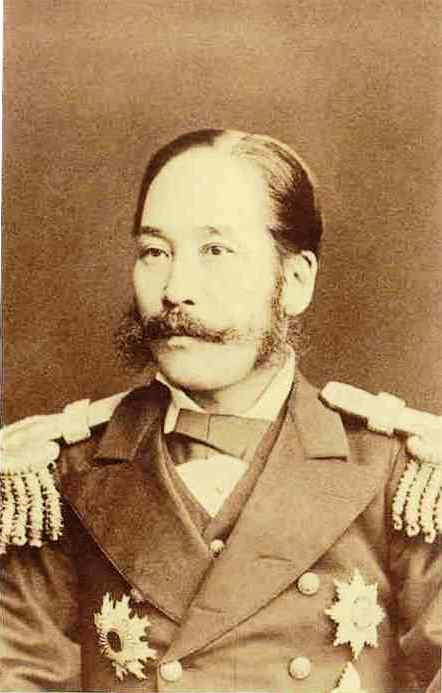
Enomoto im mittleren Alter

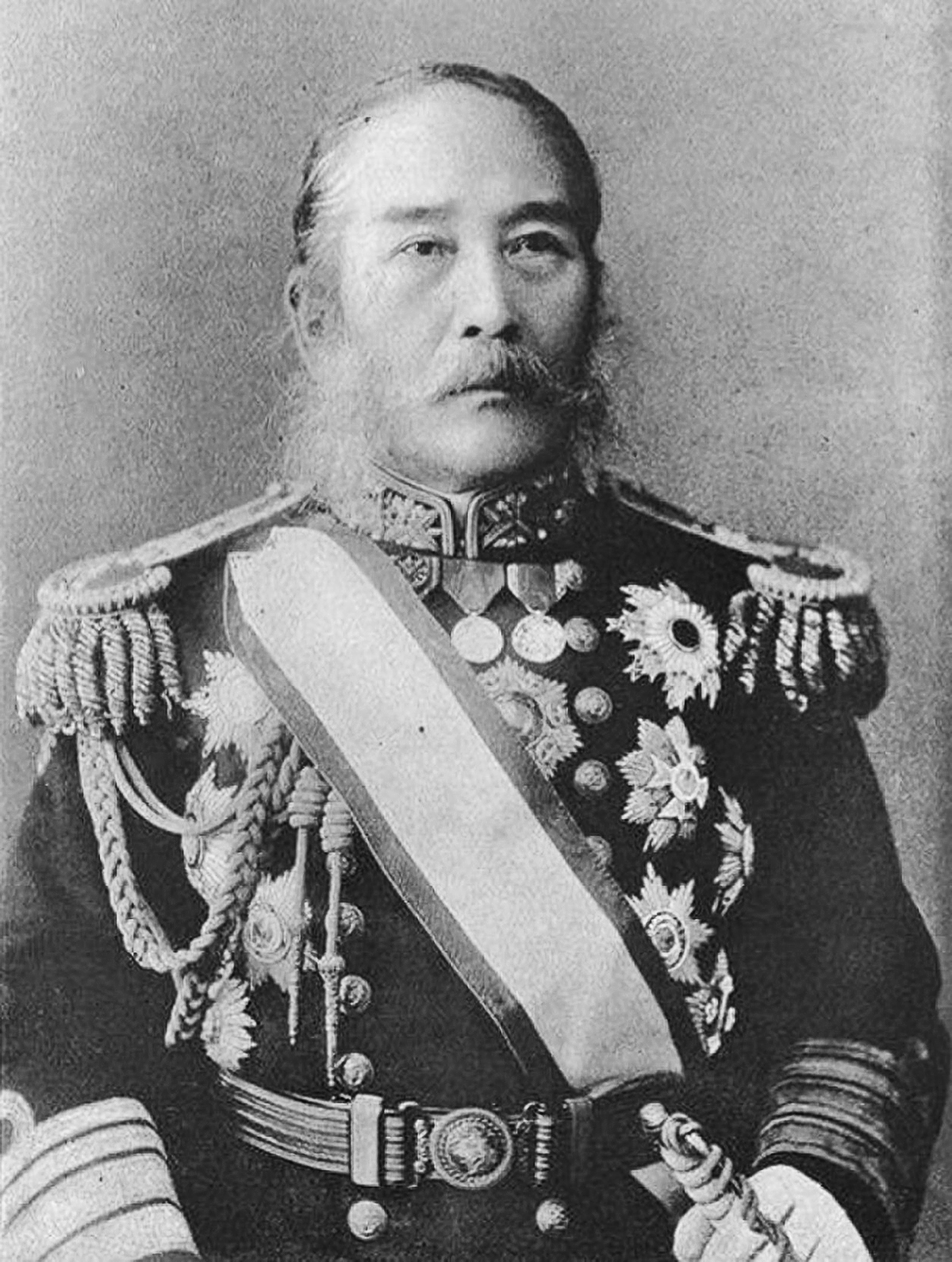
Enomoto Takeaki in seinen späteren Jahren

Enomoto Takeaki (jap. 榎本 武揚, bzw. in respektvoller Lesung Enomoto Buyō; * 5. Oktober 1836 in Edo; † 26. Oktober 1908 in Tokio) war ein japanischer Admiral der Marine des Tokugawa-Shōgunates, der zu Beginn der Meiji-Restauration gegen die neue Regierung des Kaisers Meiji kämpfte, bis das Shōgunat mit dem Ende des Boshin-Krieges endgültig unterging. Später diente er jedoch in der kaiserlichen Regierung. Er gehörte zur Meiji-Oligarchie.

## Studien in Europa
Enomoto wurde als Mitglied einer Familie von Gefolgsleuten der Tokugawa geboren. In der Zeit der Isolation Japans (Sakoku) hatte Japan den Kontakt ins Ausland strikt auf einige wenige Länder, wie Korea, China und die Niederlande beschränkt. Enomoto begann in den 1850ern, Niederländisch zu lernen. Nach der zwangsweise erfolgten Öffnung Japans durch Commodore Matthew Perry 1854 studierte er die holländische Seekriegsführung am Marinetrainingszentrum Nagasaki des Bakufu und am Tsukiji – Kriegsschifftrainingszentrum in Edo. Mit 26 Jahren wurde er in die Niederlande geschickt, wo er 1862–1867 Seekriegsführung studierte. Er soll fließend Holländisch und Englisch sprechen gelernt haben.
Er kehrte 1867 an Bord des japanischen Schlachtschiffes Kaiyō Maru, einem modernen dampfbetriebenen Kriegsschiff, welches das Shōgunat in den Niederlanden gekauft hatte, nach Japan zurück. Bei seiner Rückkehr wurde er mit 31 Jahren zum Kaigun Fukusōsai (海軍副総裁), dem zweithöchsten Rang in der Marine des Tokugawa-Shōgunates, befördert.
Während seines Aufenthaltes in Europa hatte Enomoto festgestellt, dass der Telegraf in der Zukunft ein wichtiges Kommunikationsmittel sein würde. Er begann ein Telegraphensystem zu planen, um Edo und Yokohama zu verbinden.

## „Der letzte Loyalist“
Als 1868 Truppen der Meiji-Regierung die Kräfte des Shōguns besiegten und Edo einnahmen, weigerte sich Enomoto, seine Kriegsschiffe zu übergeben. Er floh mit der Flotte des Shōgunats und einer Handvoll ehemaliger französischer Militärberater unter Jules Brunet nach Hakodate auf der nördlichen Insel Hokkaidō. Seine Flotte aus acht dampfbetriebenen Kriegsschiffen war zu dieser Zeit der stärkste Flottenverband Japans.
Sie hoffte auf Hokkaido einen Staat unter Herrschaft der Tokugawa-Familie gründen zu können, aber die Meiji-Regierung verweigerte ihre Zustimmung. Am 25. Dezember deklarierte man die Gründung der Republik Ezo und wählte Enomoto zum Präsidenten. Er ist daher bis heute der erste und einzige Präsident eines Staates auf japanischem Boden.
Im Folgejahr starteten die japanische Armee und die japanische Marine die Invasion von Hokkaido und besiegten in der Seeschlacht von Hakodate und der darauf folgenden Belagerung des Forts Goryōkaku die Armee und Marine des Shōgunats endgültig.
Am 18. Mai 1869 kapitulierte die Republik Ezo und auch in Hokkaido wurde die Herrschaft des Kaisers Meiji anerkannt.

## Der Meiji-Politiker
Enomoto wurde gefangen genommen und des Hochverrats beschuldigt, 1872 jedoch von der neuen Meiji-Regierung begnadigt. Ihre Führer meinten, dass ein Mann mit Enomotos Talenten für sie von Nutzen sein könne. Enomoto stieg unter der Protektion des Satsuma-Führers Kuroda Kiyotaka erstaunlich schnell in der neuen herrschenden Clique auf, schneller und höher als jedes anderes Mitglied des früheren Tokugawa-Clans. Er war einer der wenigen ehemaligen Anhänger der Tokugawa, der auch im Meiji-Japan politischen Einfluss hatte, einer Zeit, in der die Politik von den Tokugawa-feindlichen Clans aus Chōshū und Satsuma dominiert wurde.
Im Jahre 1874 wurde Enomoto zum Vizeadmiral ernannt und als Sondergesandter nach Russland geschickt, um den Vertrag von Sankt Petersburg auszuhandeln, der ein Jahr darauf unterzeichnet wurde.
Der Vertragsabschluss wurde in Japan sehr positiv aufgenommen und vermehrte Enomotos Prestige in den herrschenden Kreisen weiter. Auf der anderen Seite wurde die Ernennung von Enomoto als Beitrag zur nationalen Einheit Japans gesehen.
1880 stieg Enomoto sogar zum japanischen Marineminister auf. Seine diplomatischen Fähigkeiten stellte er erneut 1885 unter Beweis, als er Itō Hirobumi beim Abschluss des Vertrages von Tientsin mit China unterstützte.
Danach hatte Enomoto regelmäßig hohe Posten in der japanischen Regierung inne:
- 1885–1888 war er Japans erster Kommunikationsminister, nachdem 1885 das Kabinettssystem eingeführt worden war.
- 1888 und 1894–1897 war er Minister für Landwirtschaft und Handel
- Bildungsminister 1889–1890
- Außenminister 1891–1892.

1887 erhielt Enomoto den Rang eines Shishaku (Vizegraf) sowie eine Mitgliedschaft im Geheimen Staatsrat, eine der prestigeträchtigsten Institutionen der Meiji-Zeit.
Auch danach hatte er nacheinander mehrere Ministerposten inne und war besonders in der Förderung des japanischen Expansionismus aktiv, indem er japanische Siedlerkolonien im Bereich des Pazifik, in Süd- und Mittelamerika förderte.
1891 gründete er gegen den Willen des Kabinetts von Matsukata Masayoshi eine „Abteilung für Emigration“ im Außenministerium, deren Aufgabe es war, die Emigration zu fördern und mögliche neue Gebiete für japanische Siedlungen in Übersee zu finden. Zwei Jahre später verließ
Enomoto die Regierung und half bei der Gründung einer privaten Kolonialgesellschaft, die Außenhandel und Emigration fördern sollte.
Er starb 1908 im Alter von 72 Jahren.